# Céramique lucanienne à figures rouges

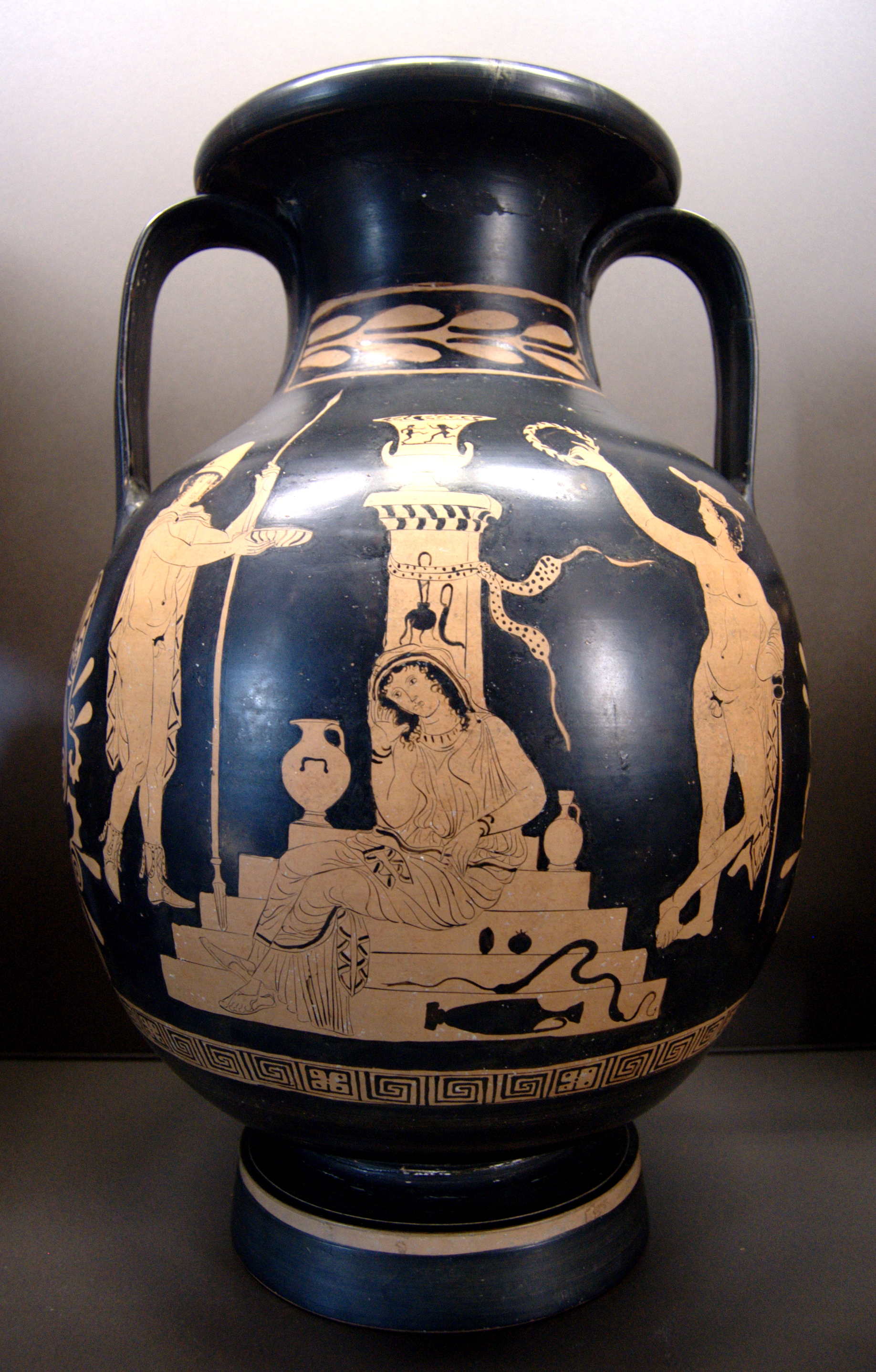
Oreste, Électre et Hermès devant le tombeau d'Agamemnon, pelike du Peintre des Choéphores, vers 380-370 av. J.-C., Paris, musée du Louvre.

La céramique dite "lucanienne" à figures rouges est une catégorie de vases peints du Sud de l'Italie, produite sur divers sites de Lucanie entre les années 450-440 et 330 av. J.-C. Il s'agit de la production à figures rouges italiote (c'est-à-dire originaire de cités coloniales et de sites italiques de Grande-Grèce) la plus ancienne. La dénomination est aujourd'hui comme conventionnelle, puisqu'on sait que la première phase de production (450/440 av.J.-C.- 370 environ av.J.-C.)  correspond à celle d'ateliers établis dans la cité achéenne de Métaponte. Avec la céramique à figures rouges sicilienne, apulienne, campanienne et paestane, ces productions sont particulièrement diffusées dans les sites grecs et indigènes de l'Italie méridionale entre la fin du Ve et la fin du IVe siècle avant notre ère.

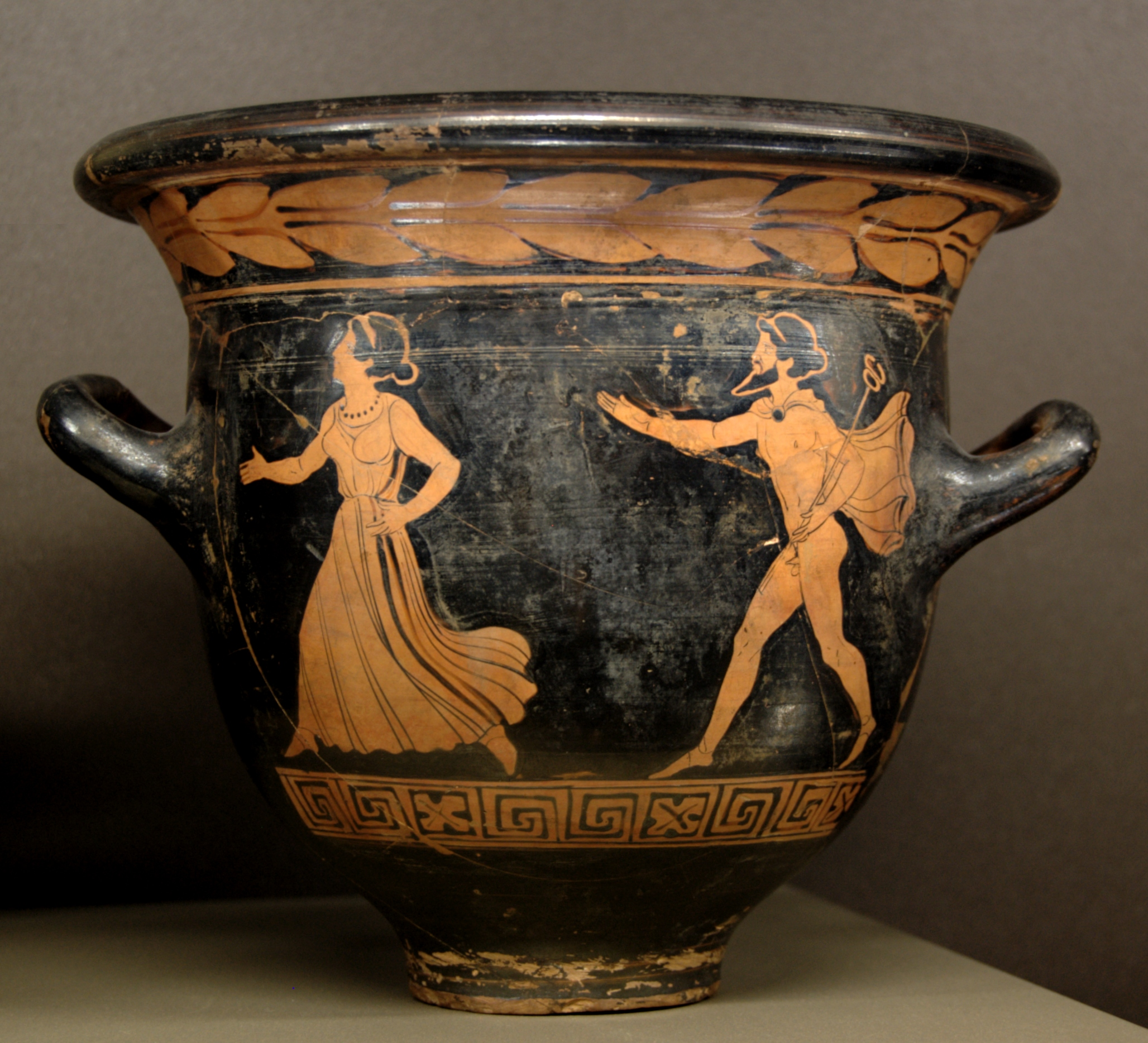
Hermès poursuivant une femme, Cratère en cloche du Peintre de Dolon, vers 390-380 av. J.-C. Paris: Musée Du Louvre.

## Origine et formation du style

### Métaponte, premier lieu de production
La tradition de peinture sur vase de style lucanien débute vers 430 av. J.-C. avec le travail du Peintre de Pisticci. Ce dernier était probablement actif dans le territoire de la cité grecque de Métaponte, du fait de la découverte d'une partie importante de sa production à Pisticci. Son travail puise considérablement dans la tradition stylistique attique, est rarement centré sur des scènes mythologiques et se concentre plutôt sur des scènes de genre, en accord probable avec le goût des élites indigènes locales. La plupart de ses vases furent utilisés dans le cadre de rituels funéraires, déposés dans des sépultures auprès des morts. Avec Pisticci, Métaponte et Policoro (Siris) sont les centres les plus précoces de production de la céramique lucanienne. Les successeurs du Peintre de Pisticci, le Peintre d'Amykos et le Peintre du Cyclope, avaient d'ailleurs leur atelier à Métaponte. Cet atelier fut découvert et identifié comme tel en 1973, grâce à la fouille, en bordure de l'agora de la cité, du dépotoir d'un four de potier contenant des fragments de vases du Peintre de Dolon, du Peintre de Créüse et du Peintre de l'Anabate, ainsi que des éléments attestant de toutes les étapes de la chaîne opératoire de la production céramique : fosses pour l'argile, colifichets pour tenir les vases dans le four, fragments de vases mal cuits, rebuts déformés, etc. À la suite du Peintre d'Amykos, dont des fragments de vases erratiques ont aussi été retrouvés dans la zone du Kerameikos, ils furent parmi les premiers à utiliser et à décorer la forme de vase dénommée communément « nestoris ».

### Une «école lucanienne» originelle
Peintre de Pisticci, Peintre du Cyclope, et Peintre d'Amykos sont les trois premières personnalités artistiques identifiables de cette école stylistique. Ils œuvraient probablement dans plusieurs ateliers différents, probablement tous situés dans la ville de Métaponte même et dans son territoire environnant. Leur proximité stylistique avec les peintres attiques des années 460 - 430 av. J.-C. fut remarquée dès 1923, par E. M. W. Tillyard suivant les indications de Beazley. C'est A. D. Trendall qui les baptise définitivement en 1938. Par son style et ses choix de scènes, le Peintre de Pisticci est considéré comme le plus proche des peintres attiques, l'hypothèse d'une formation par des peintres attiques n'étant pas exclue. Il œuvre entre 430 et 410, selon les comparaisons avec des peintres contemporains tels que le Peintre de la Centauromachie du Louvre, et le Peintre de Christie. La carrière du Peintre du Cyclope s'étend quant à elle entre 430 et 415 av. J.-C., et s'arrêter de manière prématurée au seuil de sa maturité artistique.

### Successeurs et disciples
La production des peintres de l'école lucanienne de Métaponte franchit un saut qualitatif avec la deuxième génération d'artistes. Le Peintre de Palerme, exerçant entre 410 et 400 av. J.-C., témoigne d'une fusion entre les travaux du Peintre d'Amykos et de Pisticci. L'accent est mis sur la virtuosité des scènes, des vases monumentaux tels les skyphoi géants. Ces grands vases exceptionnels témoignent selon Trendall de la capacité de ces artisans à combiner une production courante de faible qualité avec une production de commande particulièrement exigeante. Le Peintre de Palerme œuvre en même temps que le peintre des Karneia et que le peintre de Policoro, formant ce que Trendall désignait comme le « Groupe PKP ». Ce groupe est suivi dans le temps par le Peintre de Brooklyn-Budapest, jusqu'aux années 380 av. J.-C., période marquée par une apulianisation du style et une diffusion accrue des vases dans l'intérieur des territoires indigènes de la Lucanie. A ces diadoques succèdent des épigones que la tradition désigne sous l'appellation d'Atelier de Dolon-Créüse, formé par deux artistes aux inspirations différentes mais complémentaires quant aux scènes et au traitement stylistique choisis. Le Peintre de Dolon est un héritier direct du Peintre d'Amykos, poussant plus loin l'aspect tragique de la mise en scène, par l'attitude affectée des personnages. Le Peintre de Créüse, quant à lui, se donne à voir sur des œuvres plus petites, moins monumentales et spectaculaires, et surtout, par des scènes mythologiques et des scènes de genre liées à la sphère féminine. Les successeurs de l'atelier de Dolon-Créüse étendent leur bassin de diffusion jusqu'à la Daunie et au-delà, au nord-est de l'espace lucanien.

## Fin de la production
Vers 370 av. J.-C., les ateliers de Métaponte cessèrent de fonctionner, marquant le déplacement des premiers ateliers lucaniens vers l'intérieur des terres. Après le milieu du IVe siècle, la qualité de la production lucanienne baisse progressivement : monotonie des motifs, fin des exportations vers l'Apulie. Vers 325 av. J.-C., la production s'arrête. Le dernier représentant de ces peintres à figures rouges furent le Peintre des Choéphores (le dernier à être attesté dans les ateliers métapontins) le Peintre du Primato (fortement influencé par le Peintre de Lycurgue, un peintre apulien), et le Peintre de Roccanova. Environ 1 500 vases de style lucanien nous sont parvenus grâce aux fouilles archéologiques et dans les collections anciennes. 

## Scènes caractéristiques
Le style lucanien se caractérise par une abondance de scènes théâtrales et mythologiques. Par exemple, le Peintre des Choéphores fut nommé d'après ses nombreuses représentations des Choéphores d'Eschyle sur plusieurs de ses vases. L'influence de la peinture apulienne devint au même moment plus sensible dans le style lucanien, avec la standardisation et la diffusion de la polychromie et des grands décors végétaux. 

## Peintres connus
| Peintre de Pisticci                | Groupe Rustique              |
| Peintre du Cyclope                 | Peintre de Créuse            |
| Peintre d'Amykos                   | Peintre de l'Anabate         |
| Groupe de Palerme-Karneia-Policoro | Peintre de Dolon             |
| Groupe de Reggio                   | Peintre de Brooklyn-Budapest |
| Groupe de la Via Dante             | Peintre des Choéphores       |
| Groupe de Schwerin                 | Peintre de Sydney            |
| Groupe de Pisticci-Amykos          | Peintre de Roccanova         |
| Groupe d'Amykos à Créuse           | Peintre de Naples 1959       |
| Groupe de Minniti                  | Groupe du Primato            |
| Peintre de Hambourg                | Peintre de Leningrad 988     |
| Peintre de Tarente 102547          | Peintre du Primato           |
| Groupe de Locres                   |                              |